# Christina Lamb

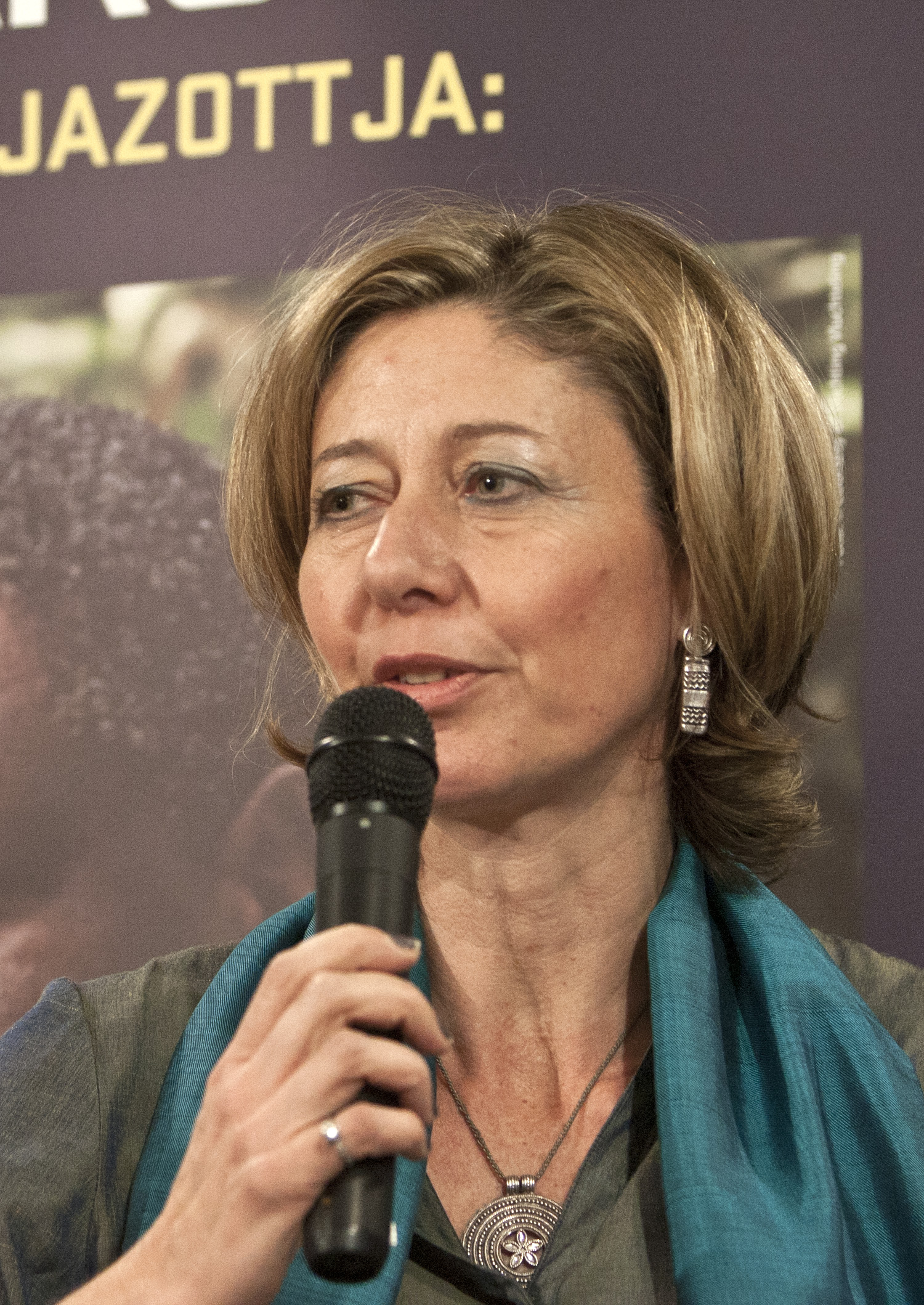
Christina Lamb

Christina Lamb OBE, född 15 maj 1966 i London, är en brittisk journalist som för närvarande är utrikeskorrespondent för The Sunday Times. Hon är utbildad vid University College i Oxford, var en "Nieman Fellow" på Harvarduniversitetet och är "Fellow vid Royal Geographical Society". Hon har vunnit "Foreign Correspondent"-utmärkelsen fyra gånger.